# Laura Friedmann

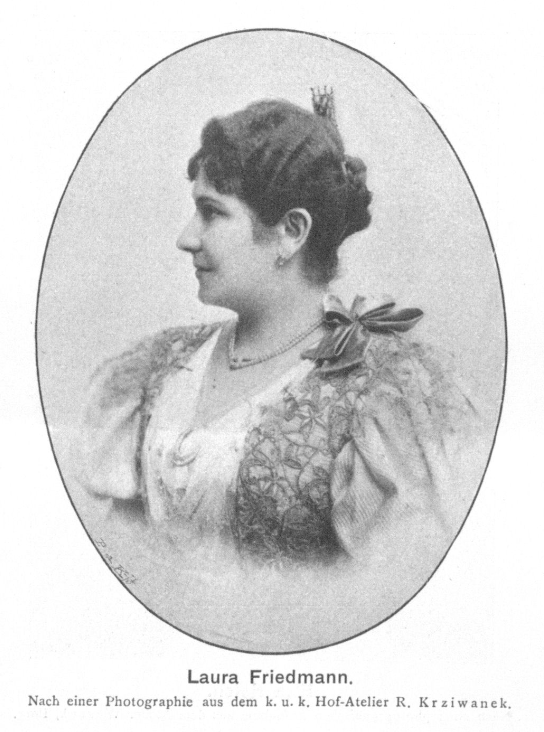
Laura Friedmann, in Sport & Salon, 1900

Laura Friedmann, verheiratete Seidl (geboren 14. April 1858 in Zabrze, Oberschlesien; gestorben 30. April 1921 in Berlin) war eine deutsche Opernsängerin (Koloratursopran).

## Leben
Friedmann zeigte bereits ihr Gesangstalent in jungen Jahren und wurde ab 1874 bis 1877 an der Königlichen Hochschule in Berlin zur Opernsängerin ausgebildet, u. a. von Gustav Engel und Adolf Schulze im Gesang und von Minona Frieb-Blumauer und Karl Gustav Berndal im Schauspiel ausgebildet.
Am 30. Juni 1877 legte sie ihre Prüfung unter Leitung von Joseph Joachim ab und wurde ins Berufsleben entlassen. Ihr erstes Engagement hatte sie in Bremen unter der Intendanz Max Pohl. Sie debütierte als „Königin“ in Die Hugenotten. In Bremen blieb sie zwei Jahre und war danach von 1880 bis 1882 in Köln engagiert.
Zur Vervollkommnung ihrer Ausbildung ging sie für ein Jahr nach Paris zu Pauline Viardot-García. In Paris lernte sie auch Charles Gounod, Giuseppe Verdi, Ambroise Thomas und Jules Massenet persönlich kennen.
Von 1883 bis 1893 war sie Mitglied der Königlichen Hofoper in Dresden. Nach ihrer Heirat mit dem Wiener Kaufmann Aloys Seidl am 11. November 1895 konzertierte sie bis 1900 noch gelegentlich unter dem Namen Laura Friedmann-Seidl und zog sich dann ins Privatleben zurück.
Sie sang nicht nur Partien für Koloratursopran, sondern auch dramatische Partien. Ihr Repertoire umfasste u. a. „Susanna“ in Figaros Hochzeit, „Donna Anna“ im Don Giovanni, „Rosina“ im Barbier von Sevilla von Rossini, „Violetta“ in Verdis La traviata, „Gilda“ im Rigoletto und die „Martha“ in Flotows Martha.